# Селичевица
Селичевица је планина која се налази недалеко од Ниша. Припада моравској навлаци која је по тумачењу К. Петковића убрана за време каледонске и херцинске орогенезе. Убраја се у Родопске планине, односно планине Српско-македонске масе. 
Простире се правцем исток-запад у дужини од око 15 километара, а ширине је 5-6 километара. Пружа се од Јужне Мораве на југозападу до Кутинске реке на североистоку. На северу допире надомак Ниша, северозападу до Малошишта, а на истоку до заплањске котлине. Од Попове главе одвојена је севернонишавским раседом. Ова планина је обрасла шумом и то претежно храстовом, буковом и лесковом.
Највиши врхови су Ибровица (902 m), а затим Велика Тумба (872 m) и Цветкова јабука (831 m).

## Занимљивости
- По једном предању Селичевица је добила назив по томе што се на њеним падинама налази велики број села (15).
- Селичевица има “интересантан” положај тако да надвисује три котлине: Нишку котлину, Лесковачку котлину и Заплање.
- Селичевица има веома добар положај тако да се са ње види добар део Југоисточне Србије али она има и веома добар положај на Балканском полуострву. Поред доброг географског и рељефног положаја Селичевица има и повољан “електромагнетни” положај на Балкану. Због таквог положаја у току Другог светског рата немачка војска је на једном врху Селичевице поставила радио предајник који је због доброг положаја “покривао” електромагнетним таласима добар део јужно Европе.

## Галерија
- Планина Селичевица виђена са гребена Суве планине.
- Селичевица поглед из села Доње Власе